# プロレタリア児童文学
プロレタリア児童文学（プロレタリアじどうぶんがく）とは、1920年代から1930年代にかけて勃興した児童文学の1領域である。
大正デモクラシー、それに引き続く昭和恐慌、そうして日中戦争の予感と、革命情勢はあると思われた。
プロレタリア児童文学の立場の人々は、童心主義は観念的であると批判し、現実に生きる子供を題材にしようとした。
童心主義の立場が純真無垢や無邪気を価値とするのに対して、プロレタリア児童文学は、子供の野性味に訴え、革命の後続部隊を育成しようとした。
雑誌『戦旗』では、最初は別冊として、その後は独立した雑誌として『少年戦旗』を発行した。主な書き手に、槇本楠郎・猪野省三たちがいる。